# Новополяковка
Новополяко́вка (каз. Новополяковка) — село у складі Улькен-Наринського району Східноказахстанської області Казахстану. Адміністративний центр Новополяковського сільського округу.
Населення — 376 осіб (2021; 552 у 2009, 784 у 1999, 892 у 1989).
Національний склад станом на 1989 рік:
- росіяни — 52 %
- казахи — 44 %